# Новий Карамас
Новий Карама́с (рос. Новый Карамас, марій. Усола Корамас) — присілок у складі Волзького району Марій Ел, Росія. Входить до складу Карамаського сільського поселення.

## Населення
Населення — 265 осіб (2010; 329 у 2002).
Національний склад (станом на 2002 рік):
- марі — 94 %